# Zeitschrift für internationale und kapitalmarktorientierte Rechnungslegung
Die Zeitschrift für internationale und kapitalmarktorientierte Rechnungslegung (KoR) erschien als Fachzeitschrift erstmals Ende des Jahres 2000 als Beilage zu der Zeitschrift Finanz-Betrieb.

## Entstehung
Ab 2001 erschien die Zeitschrift, damals noch unter der Bezeichnung Zeitschrift für kapitalmarktorientierte Rechnungslegung, erstmals regelmäßig alle zwei Monate, und zwar weiterhin als Beilage zu dem Periodikum Finanz-Betrieb. Auch ein selbständiges Abonnement der KoR war jedoch bereits möglich. Seit dem Jahr 2003 erscheint die Zeitschrift monatlich. Im Jahr 2004 wurde die Bezeichnung der Zeitschrift – unter Beibehaltung der bereits gängigen Abkürzung KoR – geändert in Zeitschrift für internationale und kapitalmarktorientierte Rechnungslegung. Zum 1. Januar 2005 wurde die KoR vollständig vom Finanz-Betrieb gelöst. Beide Zeitschriften werden durch den Fachverlag der Verlagsgruppe Handelsblatt herausgegeben.

## Inhalt
Inhaltlich beschäftigt sich die Fachzeitschrift fast ausschließlich mit internationaler Bilanzierung, namentlich mit den IFRS (vormals: IAS) sowie den US-GAAP. Fast alle namhaften Autoren aus Wissenschaft und Praxis dieses Themengebiets haben mittlerweile in der KoR veröffentlicht.
Die Entstehungsgeschichte der Zeitschrift muss vor dem Hintergrund der Rechnungslegung von deutschen Unternehmen beachtet werden, die entweder den internationalen Kapitalmarkt – dabei vornehmlich die NYSE – und den sogenannten Neuer Markt in Deutschland in Anspruch nahmen. Diese kapitalmarktorientierten Kapitalgesellschaften sind verpflichtet, ihre Konzernabschlüsse nach internationalen Standards aufzustellen und von einem Wirtschaftsprüfer prüfen zu lassen. Aufgrund der (damaligen) Vorschrift des § 292a HGB wurden diese Unternehmen davon befreit, einen Konzernabschluss nach deutschem Handelsrecht aufzustellen und prüfen zu lassen. Seit dem Jahr 2005 sind alle kapitalmarktorientierten Unternehmen innerhalb der EU verpflichtet, Ihre Konzernabschlüsse nach dem Rechnungslegungsstandard IAS/IFRS zu erstellen. Die internationale Rechnungslegung hat daher Einzug in den Alltag der Abteilungen für Konzernrechnungswesen, der Finanzanalysten und der Wirtschaftsprüfer in Deutschland gefunden. Die KoR leistet einen Beitrag zur Entwicklung der internationalen Rechnungslegung in Deutschland. So erschien 2011 ein Beitrag über den im Mai 2011 neu gefassten Standard IFRS 13.